# رازمیک هواگیمیان
رازمیک هواگیمیان (انگلیسی: Razmig Hovaghimian؛ زادهٔ ۱۹۷۵) کارآفرین ارمنی‌تبار اهل ایالات متحده آمریکا است که بنیانگذار و مدیر اجرایی وبگاه بین‌المللی ویکی می‌باشد. وی از سال ۲۰۰۷ میلادی تاکنون مشغول فعالیت بوده‌است.